# Lingsar (plaats)
Lingsar is een bestuurslaag in het regentschap West-Lombok van de provincie West-Nusa Tenggara, Indonesië. Lingsar telt 10.707 inwoners (volkstelling 2010).